# Pavlos Kontides
Pavlos Kontides (født 11. februar 1990) er en cypriotisk sejler, med speciale i laser.
Han repræsenterede sit land ved sommer-OL 2012 i London, hvor han tog sølv.
Under sommer-OL 2020 i Tokyo, som blev afholdt i 2021, blev han nummer 4.
Under sommer-OL 2024, der blev afholdt i Paris, tog han sølv.